# Trans-X
Trans-X je kanadská hudební skupina, aktivní především v osmdesátých letech minulého století, jež se proslavila skladbou "Living on Video".
Trans-X založil Pascal Languirand, který předtím dělal různá hudební alba různých žánrů – ambient, cosmic, space music.
Poté založil duo s Montrealskou rodačkou Laurie Ann Gillovou, která utvářela celek v podobě dua Trans-X. Ann Gillová předtím zpívala pro synthpop kapelu Nudimension.
V roce 1985 skórovali s hitem "Living on Video", který se dostal až na #61 příčku US popové hitparády

## Diskografie

### Singly
- "Living on Video" (1981)
- "Message On The Radio" (1982)
- "3-D Dance" (1983)
- "Vivre Sur Vidéo" (1983)
- "Living on Video" (1985) - remix (#61 U.S. Billboard Hot 100)
- "Ich Liebe Dich (I Love You)" (1986)
- "Monkey Dance" (1986)
- "Maria" (1988)
- "Funkytown / Living On Video" (1991)
- "Video Killed The Radio Star / Living On Video" (1991)
- "A New Life On Video" (1995)
- "To Be... Or Not To Be" (1995)
- "Living On Video 2K6" (2006)